# Les Maîtres nageurs
Pour plus de détails, voir Fiche technique et Distribution.
Les Maîtres nageurs est un film français réalisé par Henri Lepage, sorti en 1951.

## Fiche technique
- Titre : Les Maîtres nageurs
- Réalisation : Henri Lepage, assisté de Jack Pinoteau
- Scénario et dialogues : Marcel Franck, d'après sa pièce
- Adaptation : Henri Lepage
- Décors : Claude Bouxin
- Photographie : Charlie Bauer
- Musique : Michel Emer et Pierre Dorsey
- Montage : Monique Lacombe
- Société de production : Carmina Films
- Son : René Longuet
- Pays d'origine :  France
- Format : Noir et blanc - Son mono
- Genre : Comédie
- Durée : 95 minutes
- Date de sortie : 
  - France : 19 janvier 1951

## Distribution
- Mireille Perrey : Hélène Marchand
- Armand Bernard : Billotte
- Jean Tissier : Pascal Demaison
- Jules Berry : Chamboise
- Charles Dechamps : M. Soult
- Joëlle Bernard : Dorothy
- Henri Vilbert : Bernard Marchand
- Jacqueline François : elle-même
- Clément Thierry : Marchand Jr.
- Mona Goya : Simone Demaison
- Christiane Sertilange : Christiane
- Georges Bever : le jardinier
- Robert Leray : le chauffeur
- Jean Sylvain : le contrôleur
- Vana Urbino : l'amie de Marchand Jr.
- Suzanne Stanley : Brigitte